# Festival Acapulco
El Festival Acapulco (conocido anteriormente como Acafest) fue un festival musical anual en México. Fue originalmente un proyecto lanzado en 1991 por Raúl Velasco, producido para Televisa celebrándose anualmente en la semana entre los dos últimos domingos de mayo en Acapulco aprovechando el auge que tenía el puerto como el destino turístico más visitado del país en los años 90. Se celebró continuamente hasta 2005 que fue cancelado definitivamente, sin embargo fue reactivado en mayo de 2012 con el nombre de "Festival Acapulco".

## Historia
Su sede principal ha sido el Centro Internacional Acapulco dedicado para las noches de gala y desde 1993 y hasta 1998 se colocaban escenarios para cantantes de pop, en diferentes puntos de la bahía de Acapulco. Regularmente en las instalaciones del Hotel El Cano, Sede Principal del evento desde 1993 - 2005.
De 1991 a 2005 se presentaron artistas de talla nacional y cuando el festival llegó a cobrar más relevancia se anexaron artistas internacionales como Julio Iglesias, José Feliciano, Selena, Grupo Límite, Rocío Dúrcal, Roxette, Mecano (En 1998, presentación destacable por ser la última aparición formal del grupo; promocionando su último álbum de estudio Ana José Nacho), Juan Gabriel, Ana Gabriel, Lucero, Luis Miguel, Gloria Estefan, Magneto, Loco Mía, Héroes del Silencio, La Sonora Santanera, Alfredo Gutiérrez, Daniela Romo, Vicente Fernández, David Bisbal, Flans, Garibaldi, Raphael, Nick Carter (Backstreet Boys) Mercurio, Gloria Trevi, Joe Luciano, Paulina Rubio, Fey, Timbiriche, Marta Sánchez, Belinda, Axé Bahía, RBD, Sentidos Opuestos, Thalía, Los Fabulosos Cadillacs, El Tri, Genitallica, Inspector, Liquits, Cartel de Santa, Akwid, La Ley, Kelly Osbourne, Rod Stewart, Papa Roach, Barry White, Christina Aguilera, Miki González entre otros.
La edición decimoquinta del festival en 2005 se llevó a cabo del 15 al 21 de mayo y durante ese tiempo el festival tuvo música 24 horas al día, incluyendo la presencia de artistas como Marco Antonio Solís, Alejandro Fernández y Juan Gabriel. Esta sería la última edición del festival con el nombre de "Acapulco fest", luego de que el Gobierno del Estado de Guerrero, entonces encabezado por Zeferino Torreblanca Galindo, confirmó su cancelación definitiva en diciembre de ese año por considerarlo un "producto acabado".

Después de seis años de no celebrarse, en noviembre de 2011 se confirmó que se reactivaría el Festival Acapulco bajo la dirección del Luis de Llano Macedo a efecturase en mayo de 2012. Finalmente, el Festival se llevó a cabo del 13 al 19 de mayo de 2012, en donde destacó la presentación de celebridades y grupos como Caifanes, Moderatto, Fanny Lu, Emmanuel, Los Tigres del Norte, Mijares y Juan Gabriel. Además de las tradicionales locaciones del festival como el jardín sur del Centro de Convenciones y la playa Tamarindos, se utilizó por primera vez como sede la Expo del Mundo Imperial en la zona de Acapulco Diamante.

## Logo y nomenclatura
Su logo consistía en un triángulo dentro de un círculo con el nombre de "Festival Acapulco", este duró de 1991 a 1998, el festival cambió su nombre en 1999 a "Festival Acapulco Milenio". En el año 2000 cambió su nombre por "Acafest 2000" y de 2001 a 2005 por "Acapulco fest". En su regreso en 2012, volvió a retomar el nombre original de "Festival Acapulco" en un logo con tonalidades azul y púrpura, adornado con siluetas que representan a espectadores en el título y palmeras en la parte posterior.